# Bereg vármegye

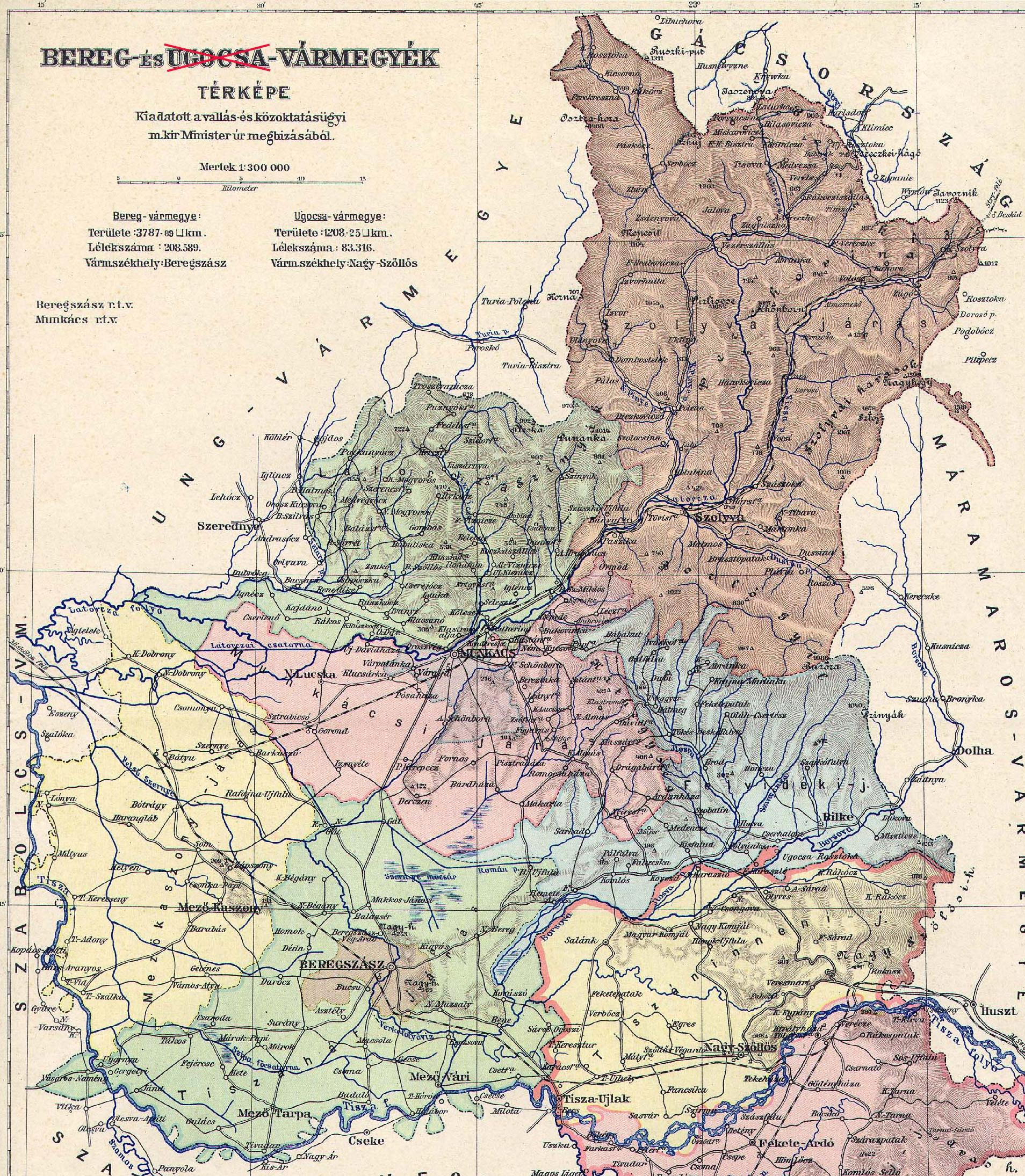
Bereg vármegye közigazgatási térképe 1910-ből

Bereg vármegye (németül: Komitat Berg, latinul: Comitatus Bereghiensis, szlovákul: Berežská župa) közigazgatási egység volt a Magyar Királyság kárpátaljai részében. A vármegye területének nagy része Ukrajna, kisebb része pedig Magyarország területén fekszik. Központja Beregszász volt, de fontos városa volt még Munkács is.
Népi elnevezése Beregország.

## Földrajz

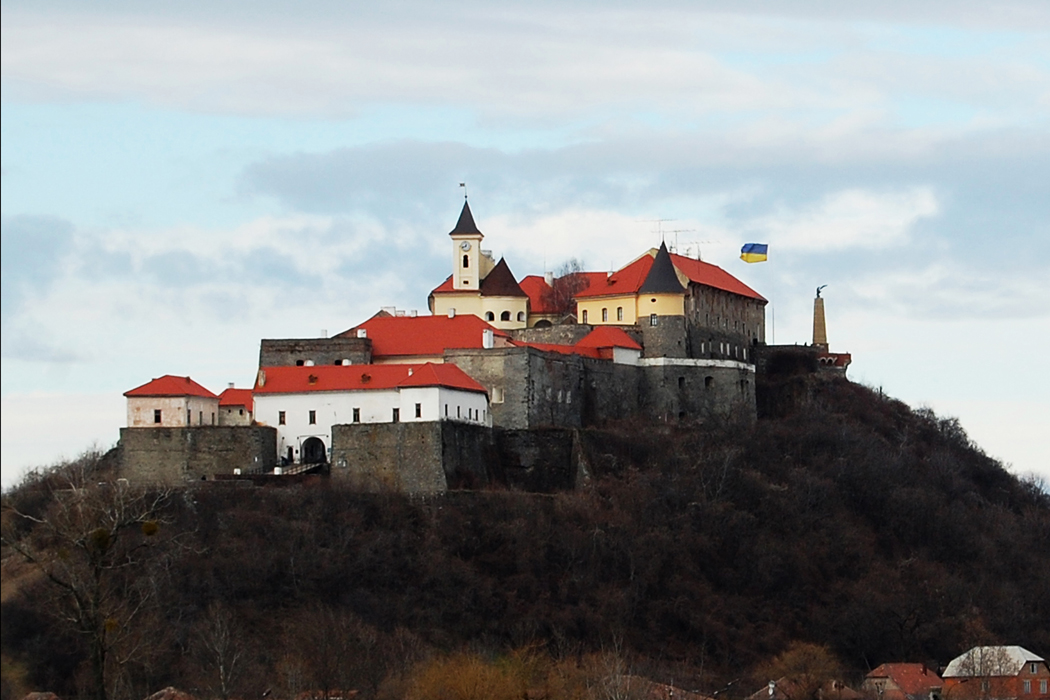
Munkácsi vár

Bereg vármegye északi részét a Keleti-Beszkidek hegység, déli részét pedig az Alföld foglalta el. Legfontosabb folyója a Tisza.
A vármegyét északon Galícia osztrák tartomány, keleten Máramaros és Ugocsa vármegyék, délen Ugocsa illetve Szatmár vármegyék, nyugaton pedig Szabolcs és Ung vármegyék határolták. 

## Történelem
Bereg vármegye előzménye a tatárjárás előtt a beregi erdőispánság volt. Bereg vármegye a tatárjárást követően alakult ki Borsova vármegye területén. Első említése 1248-ból származik. 1299-ben már nemesi vármegye. A 14. század elején Munkács vára volt a központ. a 16–17. században a Felső-magyarországi Főkapitányság része, amelyet 1606-ban, 1624-ben, 1645-ben átengedtek az erdélyi fejedelmeknek. A karlócai békekötés után a Magyar Királyság része Munkács központtal.
II. József a IV. Munkácsi Kerületbe osztotta, 1851-1860 között a Kassai Kerület része. 1867-1918 között a vármegye központja Beregszász volt.

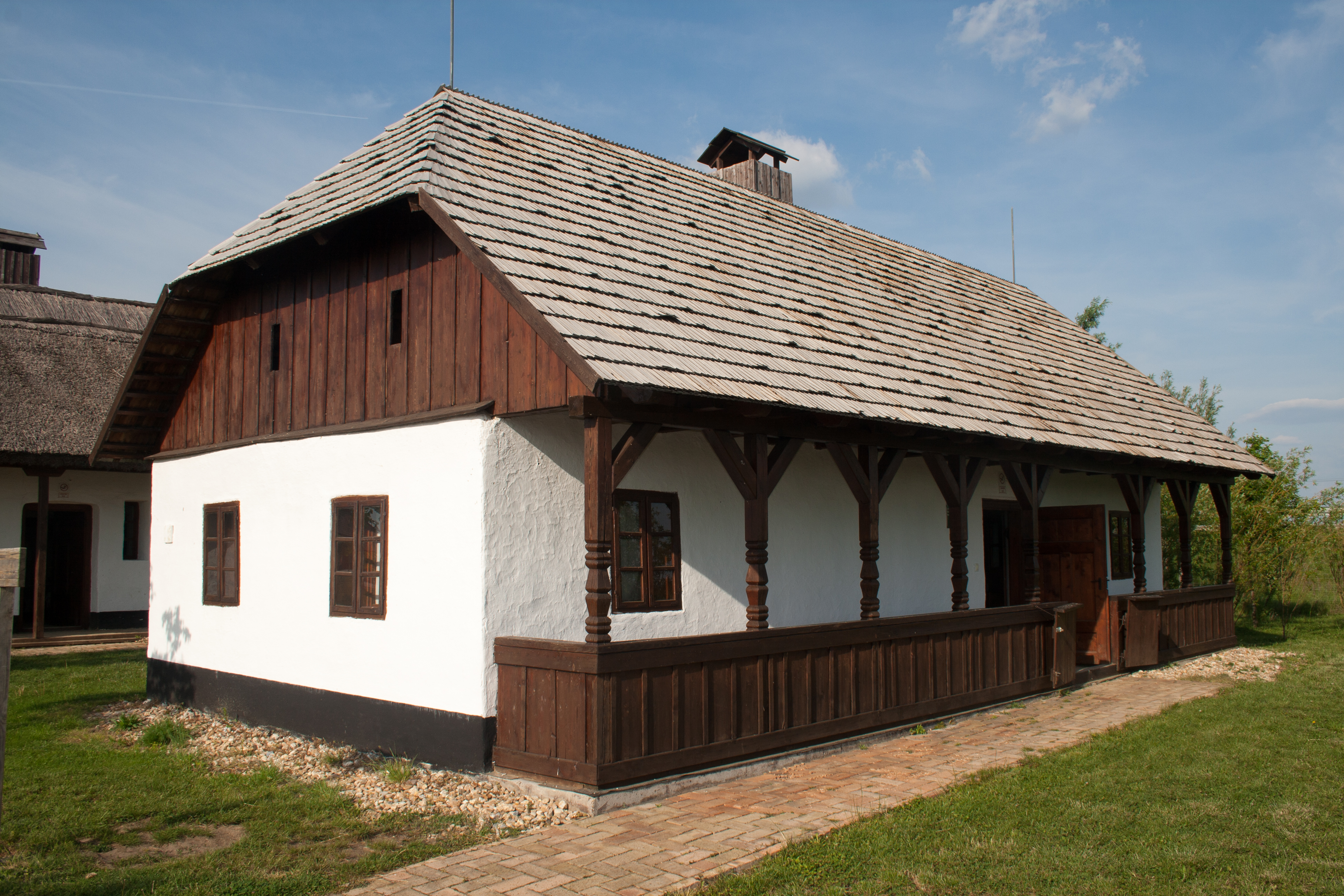
Régi beregi ház rekonstrukciója az M3 Archeoparkban

1918-tól a vármegye északkeleti, nagyobbik része Csehszlovákiához tartozott, amit a trianoni békeszerződés erősített meg 1920-ban.
A megye Magyarországon maradt részének először Tarpa lett a székhelye, majd 1923-ban összevonták Szatmár vármegye és Ugocsa vármegye maradékával Szatmár, Ugocsa és Bereg k.e.e. vármegye néven Mátészalka székhellyel.
Az I. bécsi döntés alapján 1938-ban ismét magyar birtok lett az addigi határ melletti területsáv, így Bereg és Ugocsa megyékből is egy pár tucat község. Ekkor Szatmár megye önállóvá vált, Bereg és Ugocsa megyék területe pedig Bereg és Ugocsa k.e.e. vármegye néven, Beregszász székhellyel új közigazgatási egységgé alakult.
1939-ben a magyar hadsereg megszállta Kárpátalját, benne Bereg teljes területét is. Mivel azonban Kárpátalja külön jogi státuszt kapott, Bereg vármegye nem kapta meg az oda tartozó korábbi területét, hanem ott Beregi közigazgatási kirendeltség néven szerveztek új területi egységet.
A második bécsi döntés alapján 1940-ben magyar birtok lett többek között Ugocsa megye addig Romániához tartozott déli fele is, így Bereg és Ugocsa k.e.e. vármegye szétvált két önálló megyére.
A második világháború végén kötött fegyverszüneti megállapodást követően ismét az 1938 előtti határok álltak helyre, ezért 1945-ben újabb közigazgatási rendezésre került sor, melynek során a korábbi Szatmár, Ugocsa és Bereg közigazgatásilag egyelőre egyesített vármegyék területét Szatmár-Bereg vármegye néven végleg egyesítették. Az 1950-es megyerendezés során ez Szabolcs-Szatmár megye része lett, amit 1990-től Szabolcs-Szatmár-Bereg megyének neveznek.
Kárpátalja Bereg oda tartozó részével együtt 1945-től a Szovjetunió része lett. A környező kommunista országokhoz hasonlóan a Szovjetunió is asszimiláló politikát folytatott, így az egykori Bereg vármegye magyarjai is fogyatkoztak.

## Lakosság
- A lakosság száma 1857-ben[2]  128 988 volt. Közülük 60 096 magyar (46,59%), 1 329 német (1,03%), 67 563 rutén (52,38%) anyanyelvű volt.

- A lakosság száma 1880-ban 153 377 volt. Közülük 64 880 magyar (42,30%), 8 719 német (5,68%), 931 szlovák (0,61%), 122 román (0,08%), 73 797 rutén (48,11%) anyanyelvű volt.

A vármegye összlakossága 1900-ban 208 679 személy volt, ebből:
- 95 398 (45,7%) ruszin
- 93 198 (44,7%) magyar
- 18 639 (8,9%) német
- 991 szlovák
- 72  román
- 20  horvát
- 361 egyéb

## Közigazgatás

### Járási beosztás
A vármegyében az alábbi járások működtek a 19. század utolsó harmadától 1918-ig:
- Felvidéki járás, székhelye Ilosva
- Mezőkaszonyi járás, székhelye Mezőkaszony
- Munkácsi járás, székhelye Munkács
- Szolyvai járás, székhelye Szolyva
- Tiszaháti járás, székhelye Beregszász
- Latorcai járás, székhelye Oroszvég (1899-ben szervezték)
- Alsóvereckei járás, székhelye Alsóverecke (1904-ben szervezték)

1939-44 között, amikor a vármegye átmenetileg ismét önállóan működött, a járási beosztás az alábbi volt:
- Beregszászi járás, székhelye Beregszász
- Munkácsi járás, székhelye Munkács
- Vásárosnaményi járás, székhelye Vásárosnamény

### Városok
Bereg vármegyéhez a községi törvény alapján 1871-től 1918-ig két rendezett tanácsú város tartozott, Beregszász és Munkács. 1938 és 1944 között szintén e két város volt a megyében, de ekkor a megváltozott jogszabályoknak megfelelően megyei város volt a rangjuk.